# Богородское (Дмитриевское сельское поселение)
Богородское — деревня в Даниловском районе Ярославской области, входит в состав Дмитриевского сельского поселения.

## География
Расположена в 5 км на юго-восток от центра поселения села Дмитриевского и в 34 км на юг от райцентра города Данилова. 

## История
Церковь села Богородского в Жарах построена в 1804 году на средства прихожан. Престолов было четыре: Святой Живоначальной Троицы, Рождества Пресвятой Богородицы, Святого Пророка Илии, Святителя и Чудотворца Николая. 
В конце XIX — начале XX века село являлось центром Богородской волости Даниловского уезда Ярославской губернии.
С 1929 года деревня входила в состав Бородинского сельсовета Даниловского района, в 1944 — 1959 годах — в составе Середского района, с 1954 года — в составе Дмитриевского сельсовета, с 2005 года — в составе Дмитриевского сельского поселения.

## Население
| 1859 | 2002 | 2007 | 2010 |
| ---- | ---- | ---- | ---- |
| 33   | ↘3   | ↘1   | ↘0   |